# Charlotte di Galles
Charlotte di Galles (nome completo: Charlotte Elizabeth Diana Mountbatten-Windsor; Londra, 2 maggio 2015) è una principessa britannica, membro della famiglia reale britannica,  secondogenita di William, principe di Galles, e Catherine, principessa di Galles.
Ha due fratelli, uno di due anni maggiore, George, e uno di tre anni minore, Louis.
È terza nella linea di successione a suo nonno, il re Carlo III, dopo suo padre e suo fratello maggiore.

## Biografia

### Nascita e battesimo
Il 2 maggio 2015, alle 08:34 GMT, la duchessa ha partorito una bambina del peso di 3,71 kg all'Ospedale di Saint Mary di Londra. Il duca di Cambridge era presente alla nascita. L'équipe medica che assistitette la Duchessa nel parto era guidata da Guy Thorpe-Beeston, un esperto in gravidanze ad alto rischio e chirurgo ginecologo della casata reale, con l'aiuto di Alan Farthing, chirurgo-ginecologo della regina Elisabetta II; entrambi erano presenti anche alla nascita del principe George, nel 2013. La neonata venne mostrata al pubblico per la prima volta fuori dall'ospedale con i suoi genitori, meno di dieci ore dopo la nascita.
La sera del giorno successivo, luoghi di interesse come il Tower Bridge, London Eye e le fontane di Trafalgar Square a Londra e la Peace Tower a Ottawa, furono illuminati di rosa per celebrare la nascita della principessa. Il 4 maggio furono sparati ventuno colpi di cannone da Hyde Park e dalla Torre di Londra. Più tardi, in quello stesso giorno fu annunciato il nome della piccola: Charlotte Elizabeth Diana. Il secondo nome, Elizabeth, è in onore della bisnonna e della trisnonna, mentre il terzo nome, Diana, è in memoria della nonna Lady Diana Spencer.
Il 5 luglio 2015 la principessa Charlotte ricevette il battesimo nella chiesa di S. Maria Maddalena a Sandringham da Justin Welby, arcivescovo di Canterbury; i padrini, nessuno dei quali appartenente alla famiglia reale, erano: Laura Fellowes, cugina materna di William, Adam Middleton, cugino paterno di Catherine, Thomas van Straubenzee e James Meade, amici di William e Sophie Carter, amica di Catherine.

### Educazione
Charlotte ha iniziato la scuola presso la Willcocks Nursery School, vicino a Kensington Palace, nel gennaio 2018. Nel settembre 2019 si è unita al fratello, il principe George, alla Thomas's School di Battersea, dove era conosciuta come Charlotte Cambridge. 
Charlotte e i suoi fratelli hanno iniziato a frequentare Lambrook, una scuola preparatoria indipendente nel Berkshire nel settembre 2022, subito dopo che la sua famiglia si è trasferita all'Adelaide Cottage a Windsor.

## Titoli e trattamento
Charlotte è, per nascita, una principessa del Regno Unito con il diritto al trattamento di altezza reale tramite lettere patenti emanate dalla regina Elisabetta II il 31 dicembre 2012, che conferiva titoli e trattamento a tutti i figli del figlio maggiore di Carlo, allora principe di Galles. Il suo titolo e trattamento ufficiale è sua altezza reale principessa Charlotte di Galles.
- 2 maggio 2015 - 8 settembre 2022: Sua Altezza Reale la Principessa Charlotte di Cambridge
- 8 settembre 2022 - 9 settembre 2022: Sua Altezza Reale la Principessa Charlotte di Cornovaglia e Cambridge
- 9 settembre 2022 - attuale: Sua Altezza Reale la Principessa Charlotte di Galles

### Posizione costituzionale
La principessa è terza nella linea di successione, dopo suo padre e suo fratello maggiore. Grazie alle modifiche alla legge di successione effettuate nel 2015, che hanno abolito la legge semi-salica in tale ambito, non è stata scavalcata nella linea di successione da suo fratello Louis, nato nel 2018. Questo fa di lei la prima principessa del Regno Unito a precedere in linea un suo fratello.

## Albero genealogico
|                                  |                         |                                  | Genitori                          |  |  | Nonni |  |  | Bisnonni             |  |  | Trisnonni        |  |
|                                  |                         |                                  |                                   |  |  |       |  |  | Filippo di Edimburgo |  |  | Andrea di Grecia |  |
|                                  |                         |                                  |                                   |  |  |       |  |  | Filippo di Edimburgo |  |  | Andrea di Grecia |  |
|                                  |                         | Alice di Battenberg              |                                   |  |  |       |  |  | Filippo di Edimburgo |  |  |                  |  |
| Carlo III del Regno Unito        |                         |                                  |                                   |  |  |       |  |  | Filippo di Edimburgo |  |  |                  |  |
|                                  |                         | Elisabetta II del Regno Unito    | Giorgio VI del Regno Unito        |  |  |       |  |  |                      |  |  |                  |  |
|                                  |                         | Elisabetta II del Regno Unito    | Giorgio VI del Regno Unito        |  |  |       |  |  |                      |  |  |                  |  |
|                                  |                         | Elisabetta II del Regno Unito    | Elizabeth Bowes-Lyon              |  |  |       |  |  |                      |  |  |                  |  |
| William, principe di Galles      |                         | Elisabetta II del Regno Unito    |                                   |  |  |       |  |  |                      |  |  |                  |  |
|                                  |                         | John Spencer, VIII conte Spencer | Albert Spencer, VII conte Spencer |  |  |       |  |  |                      |  |  |                  |  |
|                                  |                         | John Spencer, VIII conte Spencer | Albert Spencer, VII conte Spencer |  |  |       |  |  |                      |  |  |                  |  |
|                                  |                         | John Spencer, VIII conte Spencer | Lady Cynthia Hamilton             |  |  |       |  |  |                      |  |  |                  |  |
| Lady Diana Spencer               |                         | John Spencer, VIII conte Spencer |                                   |  |  |       |  |  |                      |  |  |                  |  |
|                                  |                         | Hon. Frances Ruth Roche          | Maurice Roche, IV barone Fermoy   |  |  |       |  |  |                      |  |  |                  |  |
|                                  |                         | Hon. Frances Ruth Roche          | Maurice Roche, IV barone Fermoy   |  |  |       |  |  |                      |  |  |                  |  |
|                                  |                         | Hon. Frances Ruth Roche          | Ruth Sylvia Gill                  |  |  |       |  |  |                      |  |  |                  |  |
| Charlotte di Galles              |                         | Hon. Frances Ruth Roche          |                                   |  |  |       |  |  |                      |  |  |                  |  |
|                                  | Peter Francis Middleton | Richard Noel Middleton           |                                   |  |  |       |  |  |                      |  |  |                  |  |
|                                  | Peter Francis Middleton | Richard Noel Middleton           |                                   |  |  |       |  |  |                      |  |  |                  |  |
|                                  | Peter Francis Middleton | Olive Christiana Lupton          |                                   |  |  |       |  |  |                      |  |  |                  |  |
| Michael Francis Middleton        | Peter Francis Middleton |                                  |                                   |  |  |       |  |  |                      |  |  |                  |  |
|                                  |                         | Valerie Glassborow               | Frederick George Glassborow       |  |  |       |  |  |                      |  |  |                  |  |
|                                  |                         | Valerie Glassborow               | Frederick George Glassborow       |  |  |       |  |  |                      |  |  |                  |  |
|                                  |                         | Valerie Glassborow               | Constance Robison                 |  |  |       |  |  |                      |  |  |                  |  |
| Catherine, principessa di Galles |                         | Valerie Glassborow               |                                   |  |  |       |  |  |                      |  |  |                  |  |
|                                  |                         | Ronald John James Goldsmith      | Stephen Charles Goldsmith         |  |  |       |  |  |                      |  |  |                  |  |
|                                  |                         | Ronald John James Goldsmith      | Stephen Charles Goldsmith         |  |  |       |  |  |                      |  |  |                  |  |
|                                  |                         | Ronald John James Goldsmith      | Edith Eliza Chandler              |  |  |       |  |  |                      |  |  |                  |  |
| Carole Elizabeth Goldsmith       |                         | Ronald John James Goldsmith      |                                   |  |  |       |  |  |                      |  |  |                  |  |
|                                  |                         | Dorothy Harrison                 | Thomas Harrison                   |  |  |       |  |  |                      |  |  |                  |  |
|                                  |                         | Dorothy Harrison                 | Thomas Harrison                   |  |  |       |  |  |                      |  |  |                  |  |
|                                  |                         | Dorothy Harrison                 | Elizabeth Mary Temple             |  |  |       |  |  |                      |  |  |                  |  |
|                                  |                         | Dorothy Harrison                 |                                   |  |  |       |  |  |                      |  |  |                  |  |